# Österlens folkhögskola
Österlens folkhögskola ligger i Tomelilla. Huvudman är Föreningen Österlens folkhögskola. Föreningens medlemmar är, Föreningen Furuboda folkhögskola och Tomelilla kommun.
Skolan har en Allmän kurs, vilken kan ge dig behörighet för att söka yrkeshögskola eller högskola/universitet. Allmän kurs - Vård och omsorgsutbildningen på Österlens folkhögskola är sedan februari 2021 certifierad i Vård- och omsorgscollege.
I över 30 år har Österlens folkhögskola drivit internationella kurser där kursdeltagarna gör fältresor till olika delar av världen: Internationell kurs - Urfolk, hållbar utveckling och mänskliga rättigheter. Östafrika; hållbar utveckling genom lokalt entreprenörskap - distanskurs. En litterär resa genom Afrika - distanskurs.
För deltagare med funktionsnedsättning finns tre kurser. GAS - en kurs som motsvarar gymnasiet för deltagare med Aspergers syndrom/autismspektrumtillstånd och BAS - som fokuserar på boende och fritid för deltagare med Aspergers syndrom/autismspektrumtillstånd. Konstskolan Unikum vänder sig till sökande med en kognitiv funktionsnedsättning eller en neuropsykiatrisk diagnos.
Utbildningar i musikskapande och komposition finns också på skolan.
Skolans långlivade skrivarkurs om tjugo veckor, med option på tjugo veckor till, drivs numera helt på distans och har kompletterats med en årslång kurs i att skriva ett eget bokmanuskript. Sedan 2018 förestås den av bland andra poeten Freke Räihä.
Den äldre huvudbyggnaden är från 1907 och den nya skolan tillkom 1974. Senare har en särskild byggnad för BAS-kursen byggts på platsen där det tidigare skoljordbruket låg.